# Asia Pacific Poker Tour Saison 2
Résultats et tournois de la saison 2 de l'Asia Pacific Poker Tour (APPT).

## Résultats et tournois

### APPT 2 Macao
- Lieu : Grand Waldo Hotel, Taipa,  Macao[1]
- Prix d'entrée : 25 000 HKD[1]
- Date : 1er septembre 2008[1]
- Nombre de joueurs :  538
- Prize Pool : 1 890 774 HKD
- Nombre de places payées :  53

| Place | Nom                  | Prix          |
| ----- | -------------------- | ------------- |
| 1er   | Eddy Sabat           | 3 540 040 HKD |
| 2e    | Charles Chua         | 2 275 740 HKD |
| 3e    | Diwei Huang          | 1 201 080 HKD |
| 4e    | Mikael Rosen         | 847 080 HKD   |
| 5e    | Jeppe Drivsholm      | 632 150 HKD   |
| 6e    | Kuok Wai Will Cheong | 442 500 HKD   |
| 7e    | Tian Chen            | 328 720 HKD   |
| 8e    | Javed Abrahams       | 240 220 HKD   |
| 9e    | Somyung Sim          | 177 000 HKD   |

### APPT 2 Séoul
- Lieu : Paradise Walker-Hill Casino, Séoul,  Corée du Sud[2]
- Prix d'entrée : 2 870 $[2]
- Date : Du 26 au 28 septembre 2008[2]
- Nombre de joueurs :  166
- Prize Pool : 400 622 $
- Nombre de places payées :  16

| Place | Nom              | Prix      |
| ----- | ---------------- | --------- |
| 1er   | Yoshihiro Tasaka | 128 199 $ |
| 2e    | Hidenari Shiono  | 80 125 $  |
| 3e    | Brian Kang       | 44 069 $  |
| 4e    | Fam Kai-Yat      | 32 050 $  |
| 5e    | Yuji Masaki      | 26 041 $  |
| 6e    | Daniel Schreiber | 20 031 $  |
| 7e    | David Horvath    | 16 025 $  |
| 8e    | Daniel Williams  | 12 019 $  |
| 9e    | Samir Faqiryar   | 8 012 $   |

### APPT 2 Auckland
- Lieu : Skycity Casino, Auckland,  Nouvelle-Zélande[3]
- Prix d'entrée : 3 000 NZD[3]
- Date : Du 9 au 12 octobre 2008[3]
- Nombre de joueurs :  306
- Prize Pool : 772 728 NZD
- Nombre de places payées :  32

| Place | Nom              | Prix        |
| ----- | ---------------- | ----------- |
| 1er   | Daniel Craker    | 257 040 NZD |
| 2e    | Matthew Connecke | 162 972 NZD |
| 3e    | Wang-Che Jung    | 85 680 NZD  |
| 4e    | Daniel Sing      | 59 976 NZD  |
| 5e    | Luke Stanford    | 46 267 NZD  |
| 6e    | Nathanael Seet   | 34 272 NZD  |
| 7e    | Jani Karke       | 25 704 NZD  |
| 8e    | Michael Mariakis | 19 706 NZD  |
| 9e    | Wai-Kwan Yuen    | 14 565 NZD  |

### APPT 2 Manille
- Lieu : Hyatt Hotel, Manille,  Philippines[4]
- Prix d'entrée : 100 000 PHP[4]
- Date : Du 13 au 16 novembre 2008[4]
- Nombre de joueurs :  285
- Prize Pool : 26 789 818 PHP
- Nombre de places payées :  32

| Place | Nom                  | Prix          |
| ----- | -------------------- | ------------- |
| 1er   | Van Marcus           | 8 037 000 PHP |
| 2e    | Taejoon Noh          | 5 090 100 PHP |
| 3e    | Hyoungjin Nam        | 2 679 000 PHP |
| 4e    | Chang Michael        | 1 875 300 PHP |
| 5e    | Ramil Soriano-Tandoc | 1 446 660 PHP |
| 6e    | Lee Nelson           | 1 071 600 PHP |
| 7e    | Manish Sansi         | 803 700 PHP   |
| 8e    | Benjie Lim           | 616 170 PHP   |
| 9e    | Ranier Aguino        | 455 430 PHP   |

### APPT 2 Sydney
- Lieu : The Star Casino, Sydney,  Australie[5]
- Prix d'entrée : 6 300 AUD[5]
- Date : Du 2 au 7 décembre 2008[5]
- Nombre de joueurs :  477
- Prize Pool : 2 800 000 AUD
- Nombre de places payées :  48

| Place | Nom               | Prix          |
| ----- | ----------------- | ------------- |
| 1er   | Martin Rowe       | 1 000 000 AUD |
| 2e    | Jason Gray        | 476 000 AUD   |
| 3e    | Tony Basile       | 266 000 AUD   |
| 4e    | Antonio Fazzolari | 182 000 AUD   |
| 5e    | Timothy           | 140 000 AUD   |
| 6e    | Frank Saffioti    | 100 800 AUD   |
| 7e    | Daniel Kowalski   | 72 800 AUD    |
| 8e    | Hai Chu           | 72 800 AUD    |
| 9e    | Tom Rafferty      | 39 000 AUD    |